# شهرستان یاشالتینسکی
شهرستان یاشالتینسکی (به لاتین: Yashaltinsky District) یک شهرستان در روسیه است که در قالمیقستان واقع شده‌است.